# Grünwald Fülöp
Grünwald Fülöp (Sopron, 1887. augusztus 31. – Budapest, 1964. január 3.) magyar pedagógus, történész, muzeológus. A Zsidó Gimnázium és a Zsidó Múzeum igazgatója, a magyar zsidóság történetírója.

## Életpályája
Szülei: Grünwald Manó (1845–1929), a soproni ortodox hitközség rabbija és Kramer Sára voltak. A budapesti egyetemen szerzett bölcsészdoktori oklevelet történelem–földrajz szakon 1913-ban. 1913–1919 között a pesti zsidó hitközség polgári iskolájában oktatott. 1919–1948 között a budapesti Zsidó Fiúgimnáziumban lett pedagógus, 1948–1949 között igazgató. 1934–1949 között az Országos Magyar Zsidó Múzeum őre is volt. 1949–1964 között az Országos Magyar Zsidó Múzeum igazgatója volt. 1959–1964 között az Országos Rabbiképző – Zsidó Egyetem Történeti Tanszékének vezetője volt.
1937–1943 között a Múlt és Jövő szerkesztője volt. 1938–1943 között az Izraelita Tanügyi Értesítőt szerkesztette. 1940-tól munkatársa volt a Magyar Zsidók Lapjának. Történelmi tanulmányaiban a magyar zsidóság múltját tárta fel. A Magyar Zsidó Oklevéltárból – Scheiber Sándorral – négy kötetet rendezett sajtó alá 1959–1964 között.
Sírja a Kozma utcai izraelita temetőben található (5B-9-1.).

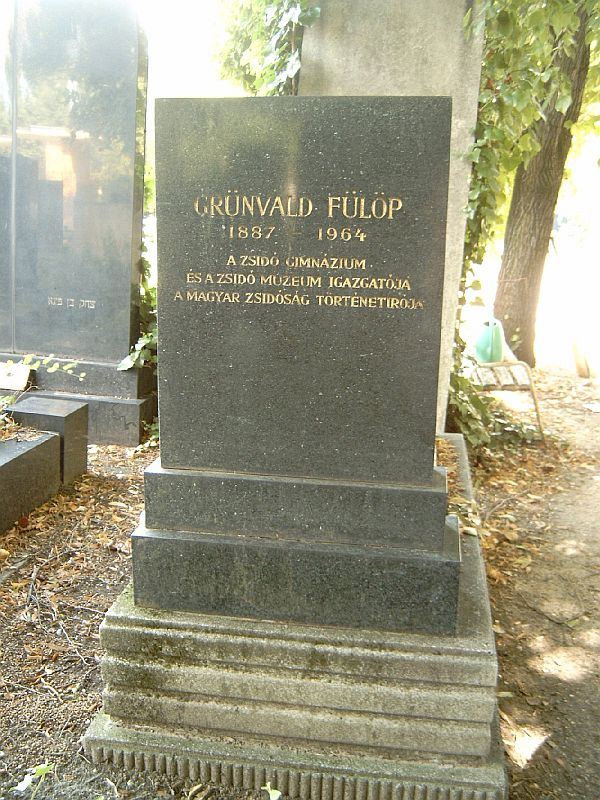
Grünwald Fülöp tanár, történész sírja Budapesten. Kozma utcai izraelita temető: 5B-9-1.

## Művei
- Az Országos Magyar Zsidó Múzeum kongresszusi kiállításának katalógusa. 1935. márc. 3–16 (Összeállította: Fürst Aladárral, Budapest, 1935)
- A zsidók története Budán (Budapest, 1938)
- A kongresszusi zsidó hitközségek statisztikája. – Néhány vonás az 1838-as pest-budai árvíz rajzához (Libanon, 1938)
- A magyar történetírás zsidó művelői. Ararát. Magyar–zsidó évkönyv (Budapest, 1940)
- A buda-várhegyi zsinagóga és zsidó temető helye török időkben. (Jubilee Volume in Honour of Prof. Bernard Heller) (Budapest, 1941)
- Löw Lipót százéves rabbilevele (Libanon, 1941)
- A zsidó települések múltja magyar földön (Ararát. Magyar–zsidó évkönyv, Budapest, 1942)
- A rohonci kuruc-kori préda. – Egy pesti zsidó ifjú levele 1848. április havában. – Gr. Forgách Simon oltalomlevele. – Löw Lipót. (Libanon, 1942)
- Kiss József bizonyítványa tanítói működéséről (Libanon, 1943)
- A 90 éves Dohány utcai templom. Budapesti zsinagógák (Katona Józseffel, Naményi Ernővel, Budapest, 1949)
- Izrael Iudeus Supruniensis-Izzerl, der Jud von Oedenburch. Adatok a középkori okmányokban névleg elsőnek említett soproni zsidóról (Soproni Szemle, 1961)
- Jüdische Zöllner in Ungarn im 17. und 18. Jahrhundert. (Occident and Orient. A Tribute to the Memory of Alexander Scheiber) (Budapest, 1988)